# Tomica
多美卡（另稱多美小汽車）是日本Takara Tomy公司推出的兒童金屬玩具小車系列商品，自1970年開始發售最初6款模型，目前已於30餘個國家及地區販售，累積販售個數達7億餘台。

## 沿革
- 1970年9月 - 6款車種開始販售，價格定為180日圓。
- 1971年 - 增加至40款車種；Tomica建築情景系列登場。
- 1972年 - 增加至60款車種，Tomica Dandy系列發售。
- 1973年 - 以戰車為主題的Combat Tomica系列發售。
- 1974年 - 增加至100款車種，價格改為220日圓，並開始海外輸出。
- 1975年 - Combat Tomica系列因製造成本過高而停產。
- 1976年 - 小車總生產數突破1億台，外國車以及長型車系列發售；價格改為240日圓。
- 1977年 - 受到當年日本超級跑車爆發潮的影響，外國車系列增加超跑車款。
- 1979年 - 生產數突破2億台。
- 1980年 - 誕生10週年，初期商品的復刻紀念款小車發售。價格改為280日圓。
- 1981年 - 價格改為320日圓。
- 1984年 - 現今商品的紅色包裝盒登場，生產數突破3億台。
- 1985年 - 誕生15週年，銻製小車發售。
- 1988年 - 國產車與外國車系列合併，增加至120款車種。
- 1990年 - 多美卡地球防衛隊（日语：トミカ未来緊急隊アースコマンダー）誕生。
- 1991年 - 價格改為360日圓。
- 1994年 - Dandy與長型車系列停產；生產設備開始轉移至中國大陸。
- 2000年 - 誕生30週年，純金車款、復刻車款、《多美卡週年24》套裝發售；每月第三個星期六為多美卡日確立；多美卡博覽會開始。
- 2001年 - Tomica Limited系列登場。
- 2002年 - 巨無霸緊急救援系列（日语：マグナムレスキューシリーズ）誕生。
- 2004年 - Tomica Limited Vintage系列登場；巨無霸緊急救援系列因商品可動部位夾斷孩童手指引發安全疑慮而停產[1]。
- 2005年 - 誕生35週年，附贈復刻產品目錄的紀念車款發售。
- 2006年 - 多美卡超級系列誕生。
- 2008年 - 生產設備移至越南。
- 2010年 - 誕生40週年；增加至140款車種；紀念車款發售。
- 2012年 - 以中國大陸、韓國為市場的海外專賣車款發表。
- 2013年 - Dream Tomica系列發售。
- 2014年 - 價格改為450日圓。
- 2015年 - 誕生45週年，Tomica Premium系列發售。
- 2020年 - 誕生50週年，以最初6款車種為原型的紀念車款以及由實車車廠設計的原創車款發售[2]。增加至150款車種。
- 2021年 - 生產數突破7億台[3]。
- 2022年 - 價格改為500日圓[4]。
- 2025年 - 誕生55週年。

## 產品

### 一般款

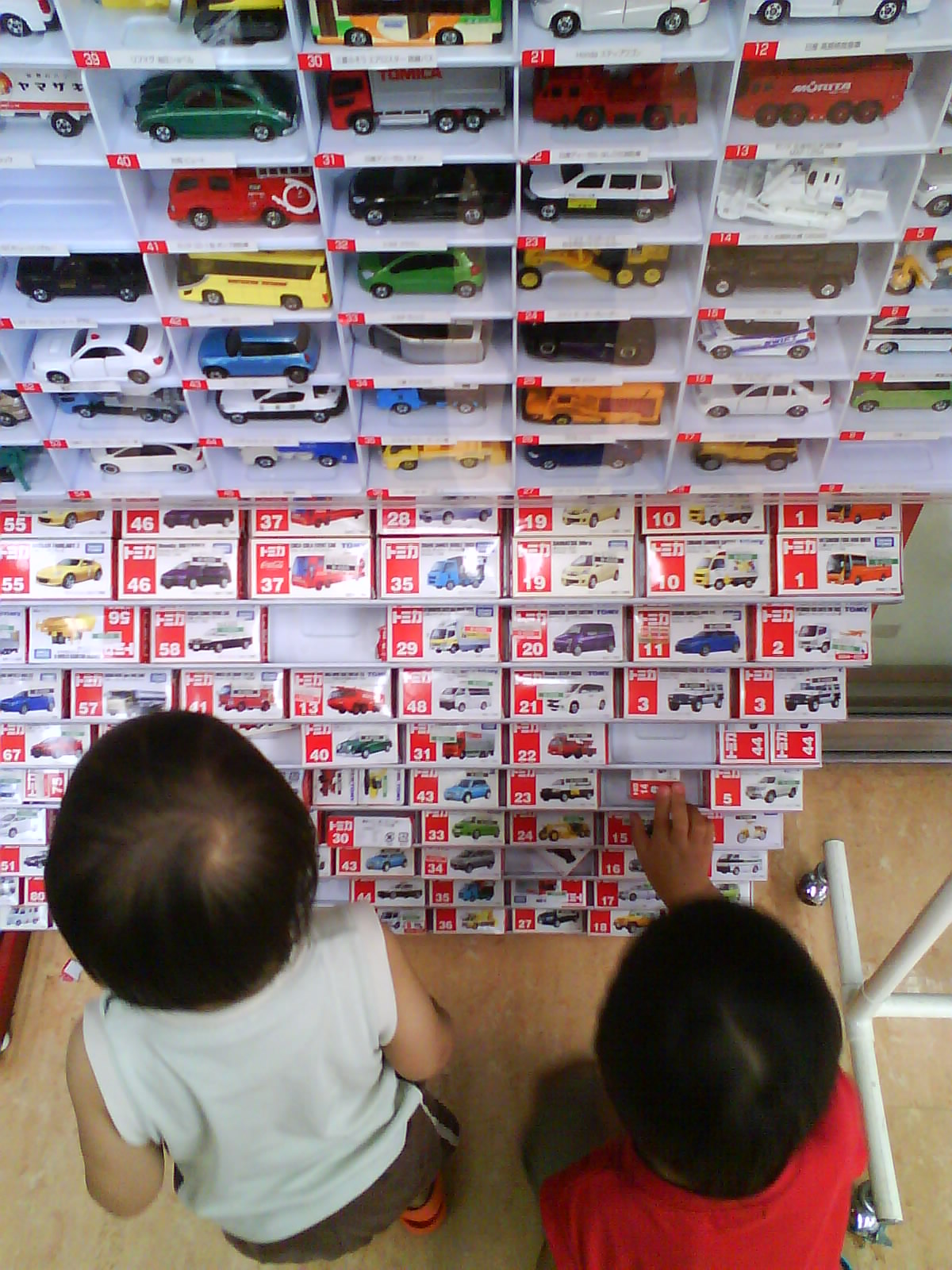
一般款式的Tomica車種

市面上常見的一般款Tomica，外盒為紅白配色，且編有車款編號1至150，其中121起為長型車輛款式。
每個月的第3個星期六固定發布數款新車，並替換掉舊的款式，以確保同時間發行的車款數量維持在150款。

### Dream Tomica
與動畫作品連動推出之系列車款，多為作品中登場之載具或是以角色為造型之虛構車種。

### Tomica Premium系列
定位為較高年齡取向之系列車款，製模、塗裝與印刷之細節上皆較一般款精緻。盒裝設計多以1970年初代Tomica的黑色外盒為藍本，因此又被收藏玩家稱為「黑盒」。
另有以1：43之大尺寸製作、細節與可動機關又較其餘Premium產品更為精緻之「Premium RS」，以及類似Dream Tomica、主打復刻電影或電視作品中登場載具之「Premium unlimited」等衍生子系列。

## 媒體合作商品

### 多美卡Waiwai系列
多美卡與波麗佳音合作推出的一系列非戲院首映作品。
- 多美卡王國物語
- 多美卡超級大作戰！
- 多美卡超級大冒險！
- 多美卡少年們
- 多美卡少年們F5
- 爆走！多美凱薩（日语：爆走!トミカイザー）

### 多美英雄系列
以多美卡為主題的特攝電視劇系列共兩季，由愛知電視台製作、東京電視網自2008年4月至2010年3月播出。
- 第一作《119特警隊》
- 第二作《119打火英雄》

### 多美卡超級系列
多美卡加上可連動的大型車輛與人偶組成的特殊部隊系列。2017年起以此系列為原型的電視動畫多美卡超級救援DRIVE HEAD機動救急警察於TBS播出。

### 多美卡友情合體 Earth Granner
為記念此品牌誕生50週年而製作的電視動畫，2020年4月起於大阪電視台與東京電視網播出。

## 外部連結
- （日語）官方网站